# آمراکیتس
آمراکیتس (به ارمنی: Ամրակից) یک روستا در ارمنستان است که در استان لوری واقع شده‌است. آمراکیتس در ۲۳ کیلومتری شمال‌غرب وانادزور، مرکز استان لوری واقع شده‌است.

## خصوصیات
آمراکیتس ۶۷۵ نفر جمعیت دارد و در ارتفاع ۱۳۸۰ متر بالاتر از سطح دریا قرار گرفته‌است.